# Irene Hunt (écrivain)
Pour les articles homonymes, voir Irene Hunt et Hunt.
Irene Hunt (Pontiac, 18 mai 1907 - 18 mai 2001) est une écrivaine américaine pour enfants connue pour ses romans historiques. Elle est finaliste pour la médaille Newbery pour son premier livre, Cinq printemps dans la tourmente (Across Five Aprils) et remporte la médaille pour son deuxième, L'année de mes seize ans (Up a Road Slowly). Pour sa contribution à la littérature pour enfants, elle est nommée en 1974 au prix Hans-Christian Andersen, la plus haute reconnaissance internationale offerte aux auteurs de livres pour enfants.

## Biographie
Irene Hunt est née de Franklin P. et Sarah Land Hunt le 18 mai 1907 à Pontiac, Illinois. La famille déménage rapidement à Newton, dans l'Illinois, mais Franklin meurt alors que Hunt n'avait que sept ans et la famille déménage à nouveau pour être proche des grands-parents de Hunt. Son enfance est solitaire mais elle partage une relation spéciale avec son grand-père. Il lui raconte des histoires sur son enfance pendant la guerre civile. À Minneapolis, elle obtient sa maîtrise. Elle travaille dans les écoles publiques de l'Illinois comme professeur d'anglais et de français. Plus tard, elle enseigne la psychologie à l'Université du Dakota du Sud, à Vermillion, mais est finalement revenue au primaire et au collège pour devenir directrice des arts du langage dans l'Illinois. Après sa retraite en 1969, Hunt consacre son temps à l'écriture.
Elle a 57 ans lorsque son premier roman Cinq printemps dans la tourmente (Across Five Aprils) est publié en 1964. Le livre a beaucoup de succès et est choisi comme livre d'honneur de la Médaille Newbery (Newbery Honor Book). Une critique déclare : « Une brillante caractérisation, un sens de l'histoire révélateur, une capacité étrange à équilibrer la réalité et la fiction, et une écriture compatissante et gracieuse marquent le petit mais distingué travail de Hunt ». Avec Cinq printemps dans la tourmente, Hunt s'est imposée comme l'une des plus grandes romanciers historiques, prouvant qu'elle peut écrire pour un public adulte et enfant. Avec sa foi en « courage, amour et miséricorde », Hunt écrit ses livres pour souligner cette foi.
Son roman suivant, L'année de mes seize ans (Up a Road Slowly), remporte la médaille Newbery en 1967.
Elle meurt le jour de son 94e anniversaire le 18 mai 2001.

## Œuvres
- Cinq printemps dans la tourmente, Hachette, 1977 ((en) Across Five Aprils, Follett, 1964), trad. Jean MurayCollection Bibliothèque verte
- L'année de mes seize ans, Éditions G.P., 1973 ((en) Up a Road Slowly, Follett, 1966), trad. Sylvette Brisson-Lamy
- (en) Trail of Apple Blossoms, Follett, 1968illustré par Don Bolognese
- La Route sauvage, Éditions G. P., 1972 ((en) No Promises in the Wind, Follett, 1970)
- (en) The Lottery Rose: a novel, Scribner, 1976
- William, Stock, 1981 ((en) William: a novel, Scribner, 1978), trad. Cyrille Gheerbrant
- (en) Claws of a Young Century: a novel, Scribner, 1980
- (en) The Everlasting Hills, Scribner, 1985

## Prix et distinctions
- 1965 : Newbery Honor Book pour Cinq printemps dans la tourmente[3]
- 1965 : Prix Dorothy Canfield Fisher Children's Book pour Cinq printemps dans la tourmente
- 1965 : Lewis Carroll Shelf Award pour Cinq printemps dans la tourmente
- 1967 : Médaille Newbery pour L'année de mes seize ans[3]
- 1970 : (international) « Honor List »[5], de l' IBBY, pour L'année de mes seize ans (Up a Road Slowly)
- 1971 : Prix Charles W. Follett pour No Promises in the Wind
- 1985 : Parents' Choice Award (Prix du choix des parents) pour The Everlasting Hills